# Torkuhl
Die Lübecker C. G. Torkuhl ist Deutschlands ältestes Wäschegeschäft in Familienbesitz.

## Unternehmen
Am 1. Juni 1761 eröffnet Carl Gustav Torkuhl im Fünfhausen 31 im Schatten der Marienkirche das Geschäft C. H. Woisin Wwe. & Torkuhl. Derweil wird es in achter Generation geführt. Es wanderte nach Nr. 23 und hatte schließlich in der Nr. 12 seinen Sitz. In der Zeit des Rokoko zählen hauptsächlich das Militär sowie die Mühlenbetriebe zu den Kunden der Leinenhandlung. Die Nachfrage nach feinerem Leinen, welches man in jener Zeit für Hemden, Mieder und Unterkleidung verwendete, bewirken eine Erweiterung des Sortiments. Als Napoléon Jahre darauf Europa beherrscht, gehören auch Unterhosen zur modischen Gesamtausstattung der Männer und Frauen. Das Wäschegeschäft expandiert und wird um eine Schneiderei erweitert. Von 1840 bis 1870 ist die Hochzeit des Korsetts. Während des Ersten Weltkriegs gerät es völlig aus der Mode. Die Frau wird zunehmend berufstätig und die Frauenbewegung immer stärker. Clara Torkuhl ist in der Hansestadt nicht nur die erste Besitzerin einer Nähmaschine, sondern auch die erste Obermeisterin der Lübecker Wäscheschneiderinnung. Nach dem Krieg ändert sich die Mode radikal und das steife Leinen hat ausgedient und der Büstenhalter kam in Mode. Während des Zweiten Weltkriegs wird das Geschäftsgebäude beim Luftangriff auf Lübeck am 29. März 1942 vollständig zerstört.
1950 wird ein Neuanfang in der Mühlenstraße gewagt. Das Wäschehaus entwickelt sich zum Aussteuergeschäft.
Es werden Produkte von Triumph, Bleyle, Jockey und Schiesser geführt.

## Weblink
- C. G. Torkuhl